# Shaggy & Friends
Shaggy & Friends è il nono album discografico in studio del cantante giamaicano naturalizzato statunitense Shaggy, pubblicato nel 2011.

## Tracce
1. Too Cute (feat. Ty-Arie) - 3:32
2. Good Times Roll (feat. Ty-Arie) - 2:31
3. Believer (feat. Jaiden) - 3:27
4. Everything You Need (feat. Shaun Pizzonia) - 3:21
5. Can't Fight This Feeling (feat. Chris Birch) - 3:26
6. Thank You (feat. Ricardo 'RikRok' Ducent) - 2:48
7. Shaggy & Rayvon Show (feat. Rayvon) - 3:57
8. I'm Rebel (feat. Chris Birch) - 3:32
9. This Could Be Your Day (feat. Brian and Tony Gold) - 4:04
10. I'm Sorry (feat. Qwote) - 3:51
11. Holla At You (feat. D-lynx) - 2:24
12. Gal Roll (feat. D-lynx) - 2:56
13. You See Him Face (feat. Chris Martin) - 2:47
14. Needle Eye (feat. Rayvon) - 3:16